# Хамідіє (кавалерія)

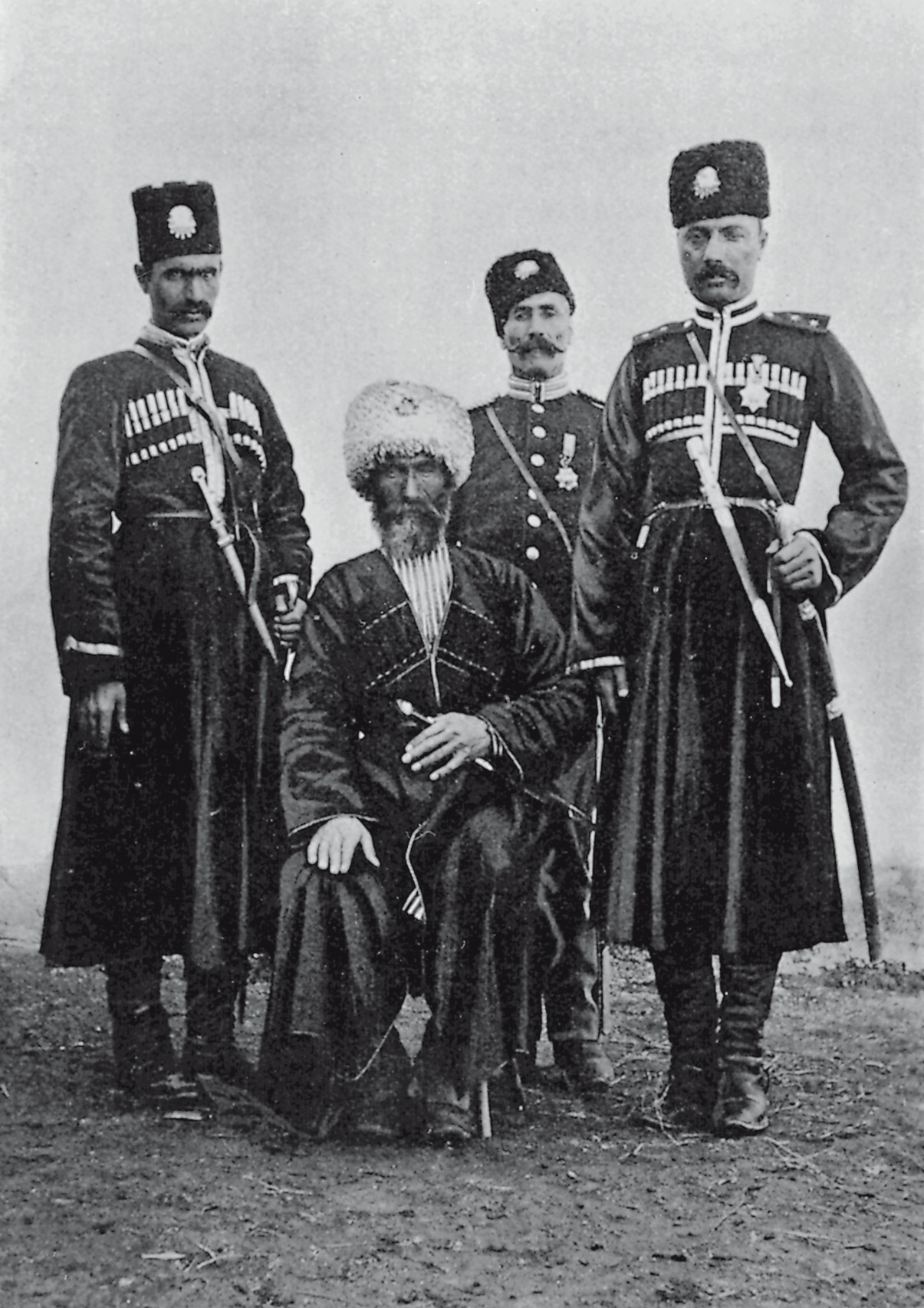

Хамідіє (тур. Hamidiye — в буквальному розумінні означає «належать Хаміду») - добре озброєні нерегулярні  курдські, черкеські та карапапаські кавалерійські формування, які діяли в східних районах  Османської імперії.

## Історія
Засновані та названі на честь султана  Абдул-Хаміда II в 1890. Створені черкесом Зеки-пашею за прикладом російських козачих формувань для патрулювання російсько-турецького та турецько-іранського кордону. Проте Хамідіє частіше використовувалися османською владою для переслідувань і нападів на  вірмен в  Західній Вірменії .
Після розвалу Османської імперії брали участь в антитурецьких повстаннях Шейха Саїда Пірані (1925) й ін.